# Spider (gruppo musicale)
Gli Spider sono stati un gruppo della nuova ondata di heavy metal britannico proveniente da Liverpool, attivo tra il 1976 e il 1986.
Per i ritmi allegri e le forti connotazioni boogie rock della loro musica venivano spesso paragonati agli Status Quo. Nei 10 anni in cui sono stati attivi hanno realizzato tre album, Rock 'n' Roll Gypsies (1982), Rough Justice (1984) e Raise the Banner (For Rock 'n' Roll) (1986).

## Carriera
Dopo alcuni anni di rodaggio ed una cospicua attività dal vivo, ottennero una buona visibilità con il singolo Children on the Street (1980), grazie al quale stipularono un contratto discografico con l'etichetta Creole Records nel 1981.
Ottennero un buon successo radiofonico con il singolo Talking 'Bout Rock'n'Roll ma pubblicarono il loro album di debutto Rock 'n' Roll Gypsies solo dopo avere firmato un nuovo contratto con la RCA nel 1982. Grazie alla discreta popolarità acquisita furono designati band di supporto nel tour inglese di Alice Cooper e si esibirono al Reading Festival il 29 agosto del 1982.
Un altro contratto con l'etichetta A&M portò alla pubblicazione del 33 giri Rough Justice nel 1984 ma si sciolsero definitivamente nel 1986, dopo le modeste vendite di Raise the Banner (For Rock 'n' Roll).

## Formazione
- Colin Harkness - voce principale, chitarra
- Dave "Sniffa" Bryce - chitarra, voce aggiunta
- Brian Burrows - basso, voce aggiunta
- Rob E. Burrows - batteria

## Discografia

### Album in studio
- 1982 - Rock 'n' Roll Gypsies
- 1984 - Rough Justice
- 1986 - Raise the Banner (For Rock 'n' Roll)
- 2011 - The Singles Collection (CD box set)
- 2012 - The Complete Anthology (CD box set)